# South Renovo
South Renovo é um distrito localizado no estado norte-americano de Pensilvânia, no Condado de Clinton.

## Demografia
Segundo o censo norte-americano de 2000, a sua população era de 557 habitantes.
Em 2006, foi estimada uma população de 524, um decréscimo de 33 (-5.9%).

## Geografia
De acordo com o United States Census Bureau tem uma área de
0,6 km², dos quais 0,5 km² cobertos por terra e 0,1 km² cobertos por água.

## Localidades na vizinhança
O diagrama seguinte representa as localidades num raio de 32 km ao redor de South Renovo.